# Criniger ndussumensis
Criniger ndussumensis е вид птица от семейство Pycnonotidae.

## Разпространение
Видът е разпространен в Камерун, Централноафриканската република, Република Конго, Демократична република Конго, Кот д'Ивоар, Екваториална Гвинея, Габон, Гана, Гвинея, Либерия, Мали, Нигерия и Сиера Леоне.